# Serviten

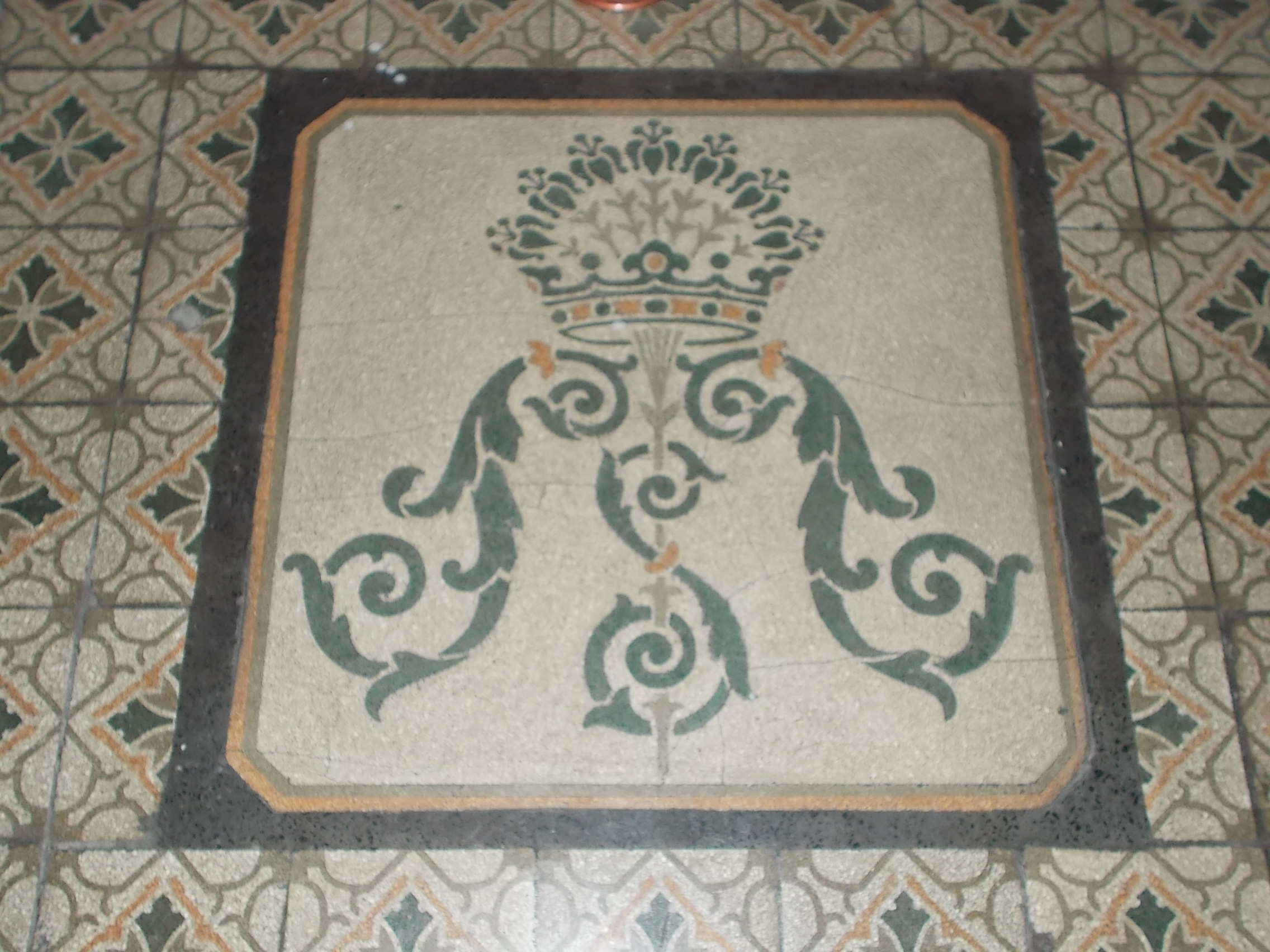
Wappen der Serviten in der Servitenkirche in Budapest

Die Serviten – eigentlich Ordo Servorum Mariae (Ordenskürzel: OSM) – sind ein katholischer Orden. Er wurde in der ersten Hälfte des 13. Jahrhunderts in Florenz gegründet. Der Orden befolgt die Regel des heiligen Augustinus und gehört zu den Bettelorden (Mendikanten).

## Geschichte
1233 gründeten in Florenz sieben Kaufleute den Ordo Servorum Mariae. Am Tag des Festes der Erscheinung des Herrn im Jahr 1234 begannen zwei von ihnen, in den Straßen von Florenz für den Orden zu betteln. Die innerhalb des Ordens als sieben heiligen Väter bekannten Kaufleute errichteten 1241 ihr erstes Kloster. 1249 erhielten sie die erste Anerkennung seitens des päpstlichen Legaten für die Toskana. Der hl. Philipp Benizi († 1285) gilt als zweiter Gründer, da er die Satzungen völlig neu bearbeitete und den weiblichen Zweig gründete. Seit 1299 gab es auch in Deutschland eine Ordensprovinz. Eine päpstliche Bestätigung erteilte Papst Benedikt XI. 1304 dem Orden in seiner Bulle Dum levamus. Zur Zeit der Reformation wurden alle 17 deutschen Klöster aufgelöst. Gleichzeitig begann das Aufblühen des Ordenslebens in Italien. Ein bekannter Ordensmann in dieser Zeit war Paolo Sarpi.
Im 17. Jahrhundert dehnte sich der Orden nach Frankreich und Spanien aus. 1613 wurde in Innsbruck wieder ein Kloster im deutschsprachigen Raum gegründet (heutige Innsbrucker Servitenkirche). 1639 gelang die Klostergründung in der Kaiserstadt Wien. Am Anfang bestand nur eine bescheidene Holzkapelle. 1651 wurde der Grundstein zur heutigen Servitenkirche gelegt. Das heutige Kloster wurde zum größten Teil erst nach der zweiten Türkenbelagerung Wiens (1683) erbaut. Von Innsbruck aus wurden noch weitere 26 Klöster im Gebiet der Donaumonarchie gegründet.
Zu einer Neugründung des Ordens in Deutschland kam es im Jahre 1637, als von den Brüdern der Deutschen Observanz das Kloster Kreuzberg bei Bonn gegründet wurde. 1714 entstand das Kloster Rheinbach. Mit der französischen Revolution erlebte der Orden einen Rückschlag. Durch die Säkularisation verlor der Orden seine Klöster in Deutschland.
Der zweite Niedergang des Ordens wurde durch den Generalprior P. Albuin Patscheider aufgehalten. Am Ende des 19. Jahrhunderts erholte sich der Orden langsam und begann wieder mit Klostergründungen in Europa, aber auch in den USA. Einen erneuten Rückschlag erlebte der Orden durch die Enteignungen des NS-Regimes und der sozialistischen Staaten Ungarn und Tschechoslowakei.
Seit 1952 gehört zur Servitenfamilie auch des Servitanische Säkularinstitut (SSI).
1954 wurde mit dem Kloster in Gelsenkirchen-Buer wieder ein Kloster in Deutschland gegründet. Von hier aus folgte die Gründung weiterer deutscher Standorte in Düsseldorf-Rath (1956), Weihenlinden (1962) und Viehhausen (1975), die aber wieder aufgegeben wurden. Das letzte verbliebene Kloster in Deutschland gab der Orden am 31. Januar 2021 auf. Die dazugehörige Kirche St. Mariä Himmelfahrt wurde zugleich aufgegeben.
Heute widmet sich der Orden der Missionsarbeit. Die Serviten unterhalten mit der Päpstlichen Theologischen Fakultät „Marianum“ in Rom eine ordenseigene Hochschule, die dem regulären Theologiestudium dient.
Pater Gottfried M. Wolff wurde am 6. Februar 2006 als neuer Provinzial der Tiroler Provinz und der Deutschen Delegation des Servitenordens in sein Amt eingeführt.

## Verständnis und Ausrichtung des Ordens
Drei Aspekte sind zentral für das Selbstverständnis des Servitenordens: enge Gemeinschaft, Dienst an den Mitmenschen, Hinwendung zu Maria.
Gemeinsames Gebet, gemeinsame Mahlzeit und gemeinsames Handeln und Planen sind Ausdruck dieses Selbstverständnisses. So wird die Gründung des Ordens durch die Gemeinschaft der sieben Gründerväter stark betont.
Als Bettelorden zeigt sich der Dienst an den Mitmenschen insbesondere an der Armenfürsorge. Generell sind die Arbeiten des Ordens jedoch auf kein spezielles Tätigkeitsfeld gerichtet.

Die Marienverehrung ist ebenso bedeutsam für die Serviten. Im Schlusskapitel der Ordenssatzungen heißt es dazu: 

„Bei diesem Diensteinsatz soll die Gestalt Mariens zu Füßen des Kreuzes unser Leitbild sein. Da der Menschensohn noch immer in seinen Brüdern gekreuzigt ist, wollen wir, die Diener seiner Mutter, mit ihr zu Füßen der unzähligen Kreuze stehen, um Trost und erlösende Mitarbeit zu bringen.“

 Vor diesem Hintergrund betreibt der Servitenorden auch die ordenseigene Hochschule in Rom, das Marianum. Dort wird der Mariologie als Teilbereich der Dogmatik ein ungewöhnlich hoher Stellenwert im Lehrplan eingeräumt.
Das Ordenswappen zeigt im unteren Teil die Anfangsbuchstaben des Ordenskürzels: S(ervi) M(ariae). Der Mittelteil des breitausladenden M wird dabei vom S umschlungen. Über dem M schwebt eine Krone, über der halbkreisförmig sieben Lilienblüten angeordnet sind.
Die Krone ist das Symbol für die Himmelskönigin Maria, die Lilienblüten symbolisieren die Sieben Väter des Servitenordens.

## Die sieben Gründer
Die Sieben heiligen Gründer des Servitenordens sind:
- Bonfilius Monaldi
- Bonajunkta Manetti (Johannes)
- Manettus dell’Antella (Benedikt)
- Amadeus von Amidei (Bartholomäus)
- Hugo Lippi-Ugoccioni (Ricovero)
- Sosteneus di Sostegno (Gerardino)
- Alexis Falconieri

Sie wurden 1888 von Papst Leo XIII. heiliggesprochen, ihren gemeinsamen Gedenktag feiert die katholische Kirche am 17. Februar (Nicht gebotener Gedenktag im Allgemeinen Römischen Kalender).

## Generalpriore
- Bonfilius Monaldi, Ordensgründer und 1. Ordensgeneral (1249–1256)
- Buonajunkta Manetti, Ordensgründer, 2. Ordensgeneral (1256–1257)
- Giacomo (Jakob) von Siena, 3. Ordensgeneral (1257–1265)
- Manettus dell’Antella, Ordensgründer, 4. Ordensgeneral (1265–1267)
- Philipp Benizi 5. Ordensgeneral (1267–1285)
- Andrea da Faenza, Ordensgeneral um 1392
- Stefano Mucciarelli (1420?–1424)
- Antoine Alabanti, Ordensgeneral (1485–1492)
- Dionisio Neagrus Laurerio (1535–19. Dezember 1539)
- Agostino Bonucci (1542–1553)
- Lorenzo Mazzocchino (1554–1557)
- Lelio Baglioni (1590–1597)
- Angelo Maria Montorsoli (1597–1600)
- Baldassarre Bolognetti (vor 1624-† September 1629), 1624–1629 Bischof von Nicastro[3]
- Giulio Arrighetti (1682–1700)
- Pietro Maria Pieri (1725–1734)
- Carlo Francesco Maria Caselli (1792–1798)
- Albuin Patscheider (1851–1857)
- Bonfiglio M. Mura (1859–1868)
- Giovanni Angelo M. Mondani (1868–1882)
- Pier Francesco M. Testa (1882–1888)
- Pellegrino Francesco Stagni (1901–1907)
- Giuseppe M. Lucchesi (1907–1913)
- Alexis-Henri-Marie Lépicier (1913–1920)
- Austin Moore (1926–1932)
- Alfonso Maria Montà (1953–1965)
- Joseph M. Loftus (1965–1971)
- Peregrine M. Graffius (1971–1977)
- Michel M. Sincerny (1977–1989)
- Hubert M. Moons (1989–2001)
- Ángel Maria Ruiz Garnica (2001–2013)
- Gottfried M. Wolff (seit 2013)

## Kardinäle aus dem Servitenorden
- Dionisio Neagrus Kardinal Laurerio OSM (1497–1542)
- Pietro Maria Kardinal Pieri OSM (1676–1743)
- Carlo Francesco Maria Kardinal Caselli OSM (1740–1828)
- Alexis-Henri-Marie Kardinal Lépicier OSM (1863–1936)